# Drop the World
«Drop the World» — песня американского рэпера Lil Wayne, спетая вместе с американским рэпером Эминемом. Песня является третьим синглом с седьмого студийного альбома Лил Уэйна — Rebirth (2010). Песня была выпущена на ITunes 28 декабря 2009 года. Lil Wayne, Eminem, и Трэвис Баркер из Blink-182 исполнили песню вместе наряду с песни Дрейка «Forever» на 52-й премии Грэмми в 2010 году. 7 февраля 2012 года сингл стал дважды платиновым в RIAA. Рэперы Game и Kanary Diamonds сделали ремикс на песню, которая появляется на микстейпе The Game «The Red Room». Рэпер Royce da 5'9" сделал ремикс на песню под названием «Pick Ma Balls Up».

## Клип
Клип на песню «Drop the World» был создан Крисом Робинсоном и съёмка видео состоялась 31 января 2010 года, также в тот же день была церемония 52-й премии Грэмми, где Эминем и Лил Уэйн выступали вместе. Видео показывает людям беспорядки и работающих людей на улицах Нью-Йорка. Премьера клипа состоялась 5 марта 2010 года на телевизионной сети MTV Hits. Основной концепцией видео является то, что Lil Wayne и Eminem находятся в разгаре массовых беспорядков, происходящих в мире. Также в видео появляются Birdman и Lloyd Banks.

## Восприятие
Несмотря на отрицательный приём Rebirth, «Drop the World» получила много положительных отзывов. «Drop the World» был, возможно, самым ожидаемым треком с альбома Лил Уэйна, так как гостем был Eminem. В обзоре альбома NME называет песню единственным основным моментом «возрождения». В статье обсуждается смысл песни, отметив, что Лил Уэйн просто избегает ответа на вопрос, который обычно задают успешным хип-хоп музыкантам: «Как вы справляетесь с „реальными проблемами“, когда у вас есть достаточно много денег?» The magazine отмечает, что в песне Lil Wayne избегает журналистов, комментируя этот вопрос, и вместо этого фокусируется свою энергию в словах: «Being so pissed off you have to get in a spaceship, pick the world up and drop it on some poor girl’s 'f*cking head». В конечном счёте, статья заканчивается словами: песня служит лишь в поддержку к демонстрации альбома.

## Список композиций
- Цифровая запись[2]

1. 1."Drop the World" — 3:49

## Чарты
| Чарты (2010)                  | Место |
| ----------------------------- | ----- |
| Australian ARIA Singles Chart | 56    |
| Canadian Hot 100              | 24    |
| Irish Singles Chart           | 43    |
| UK Singles Chart              | 51    |
| UK R&B Chart                  | 19    |
| US Billboard Hot 100          | 18    |

## Награды
| Страна | Сертификат    |
| ------ | ------------- |
| США    | 2x платиновый |